# Maurício dos Santos Nascimento
Maurício dos Santos Nascimento, meglio noto come Maurício (Mauá, 20 settembre 1988), è un calciatore brasiliano, difensore dell'Atlético Piauiense.

## Caratteristiche tecniche
Maurício è un centrale forte fisicamente, nonostante ciò è in possesso di una buona accelerazione e infatti spesso è stato impiegato come terzino destro. Le sue migliori qualità sono la marcatura corpo a corpo e l'elevazione nelle situazioni aeree.

## Carriera

### Club

#### Gli anni in Brasile
Cresce calcisticamente nelle file del Palmeiras, nel 2007 viene ceduto, in prestito, al Clube de Regatas Brasil dove disputa 17 partite nelle quali mette a segno 4 reti nel Campeonato Brasileiro Série C. L'anno successivo torna nel suo club d'origine dove totalizza 16 presenze tra Campeonato Brasileiro Série A e Coppa Sudamericana; nello stesso anno vince anche il Campionato Paulista di calcio. Nel 2009 dopo aver totalizzato 18 presenze e 1 rete viene allontanato dal club per aver alzato le mani verso il compagno di squadra Obina durante l'intervallo della partita Palmeiras-Grêmio.
Tra il 2010 e il 2012 viene ceduto, sempre in prestito, a vari club brasiliani: Grêmio, Portuguesa, Vitória e Joinville; la maggior parte dei club militavano nel Campeonato Brasileiro Série B. Nel 2013, svincolatosi dal Palmeiras, decide di firmare per lo Sport Club do Recife dove rimane per un solo anno totalizzando 21 presenze e 1 rete.

#### Sporting CP
Nel giugno del 2013 viene acquistato dal club portoghese dello Sporting Lisbona per una cifra vicina ai 450 000 euro. Il 18 agosto successivo fa il suo esordio, in Primeira Liga, con la maglia dei "Leões"; in tale occasione mette a segno anche il gol del momentaneo 1-1 contro l'Futebol Clube de Arouca, la partita verrà vinta dai "Leoni" per 5-1. Si ripete anche il 9 novembre 2013 nel 4º turno di Taça de Portugal nella sconfitta, per 4-3, contro il Benfica. A fine stagione la sua squadra si piazza al secondo posto in campionato dietro il Benfica, ottenendo così la qualificazione alla prossima UEFA Champions League; personalmente il difensore brasiliano, al primo anno in Portogallo, totalizza 31 presenze e 2 reti.
Il 17 settembre 2014 fa il suo esordio in Champions League, in occasione del pareggio esterno, per 1-1, contro gli sloveni del Maribor. Il 21 gennaio 2015 viene ceduto, in prestito con obbligo di riscatto fissato a 2,65 milioni di euro, al club italiano della Lazio. Lascia il club portoghese con un totale di 52 partite disputate e 2 reti messe a segno.

#### Lazio e i vari prestiti
Il 21 gennaio 2015 viene acquistato dalla Lazio, con la quale firma un contratto valido fino al 2019. Appena tre giorni più tardi, fa il suo esordio, in Serie A, con la maglia biancoceleste; sostituendo il compagno di squadra Stefan de Vrij durante la partita casalinga, vinta per 3-1, contro il Milan. Il 20 maggio 2015 perde la finale di Coppa Italia dove la Lazio viene sconfitta dalla Juventus per 2-1. Conclude la prima stagione in Italia totalizzando 19 presenze.
L'8 agosto 2015, seppur non scendendo in campo, perde la Supercoppa italiana 2015, per 2-0, contro i Campioni d'Italia della Juventus. Il 18 agosto successivo disputa la sua prima partita, in maglia biancoceleste, in Champions League in occasione del turno preliminare, vinto per 1-0, contro i tedeschi del Bayer Leverkusen. Chiude la stagione andando a totalizzare 36 presenze.
Il 29 agosto 2016, non rientrando più nei progetti tecnici del club romano, viene ceduto, a titolo temporaneo, ai russi dello Spartak Mosca. L'esordio arriva l'11 settembre successivo in occasione della vittoria casalinga, per 1-0, contro il Lokomotiv Mosca. Il 6 maggio 2017 vince il suo primo campionato in carriera poiché la sua nuova squadra vince il suo decimo titolo dopo sedici anni dall'ultima volta.
Il 22 settembre 2017, vista l'emergenza che colpisce il club biancoceleste con quattro difensori centrali infortunati, la società decide di reintegrarlo nella lista dei venticinque giocatori tagliando fuori l'italiano Luca Crecco; il centrocampista comunque rimarrà a disposizione della squadra per l'Europa League. Torna a disputare una partita con la maglia biancoceleste il 1º ottobre successivo in occasione della vittoria casalinga, per 6-1, contro il Sassuolo. Il 28 febbraio 2018 viene ceduto, a titolo temporaneo, ai polacchi del Legia Varsavia. L'esordio arriva l'11 marzo successivo in occasione della trasferta vinta, per 1-3, contro il Lechia Danzica. Il 2 maggio 2018 vince la Coppa di Polonia poiché la sua squadra si impone per 2-1 contro l'Arka Gdynia. Il 20 maggio successivo vince anche il campionato polacco poiché la sua squadra si piazza al primo posto con un bottino di 70 punti. Conclude l'esperienza in Polonia con due trofei vinti e 3 presenze.

#### Johor Darul Ta'zim
Ad ottobre 2018, dopo aver rescisso il contratto con la Lazio, Maurício si accorda con il club malese dello Johor Darul Ta'zim.

## Statistiche

### Presenze e reti nei club
Statistiche aggiornate al 24 ottobre 2018.
| Stagione                | Squadra                 | Campionato              | Campionato | Campionato | Coppe nazionali | Coppe nazionali | Coppe nazionali | Coppe continentali | Coppe continentali | Coppe continentali | Altre coppe | Altre coppe | Altre coppe | Totale | Totale |
| Stagione                | Squadra                 | Comp                    | Pres       | Reti       | Comp            | Pres            | Reti            | Comp               | Pres               | Reti               | Comp        | Pres        | Reti        | Pres   | Reti   |
| ----------------------- | ----------------------- | ----------------------- | ---------- | ---------- | --------------- | --------------- | --------------- | ------------------ | ------------------ | ------------------ | ----------- | ----------- | ----------- | ------ | ------ |
| 2007                    | CRB                     | C                       | 17         | 4          | -               | -               | -               | -                  | -                  | -                  | -           | -           | -           | 17     | 4      |
| 2008                    | Palmeiras               | A1/SP+A                 | 0+13       | 0          | -               | -               | -               | CS                 | 3                  | 0                  | -           | -           | -           | 16     | 0      |
| 2009                    | Palmeiras               | A1/SP+A                 | 4+14       | 0+1        | -               | -               | -               | -                  | -                  | -                  | -           | -           | -           | 18     | 1      |
| Totale Palmeiras        | Totale Palmeiras        | Totale Palmeiras        | 4+27       | 0+1        |                 | -               | -               |                    | 3                  | 0                  |             | -           | -           | 34     | 1      |
| gen.-mar. 2010          | Grêmio                  | PD/RS+A                 | 7+0        | 0          | CB              | 0               | 0               | CS                 | 0                  | 0                  | -           | -           | -           | 7      | 0      |
| mar.-dic. 2010          | Portuguesa              | A1/SP+B                 | 0+16       | 0+2        | CB              | 1               | 0               | -                  | -                  | -                  | -           | -           | -           | 17     | 2      |
| gen.-apr. 2011          | Portuguesa              | A1/SP+B                 | 14+0       | 0          | CB              | 1               | 0               | -                  | -                  | -                  | -           | -           | -           | 15     | 0      |
| Totale Portuguesa       | Totale Portuguesa       | Totale Portuguesa       | 14+16      | 0+2        |                 | 2               | 0               |                    | -                  | -                  |             | -           | -           | 32     | 2      |
| apr.-dic. 2011          | Vitória                 | PD/BA+B                 | 0+24       | 0+3        | CB              | 0               | 0               | -                  | -                  | -                  | -           | -           | -           | 24     | 3      |
| 2012                    | Joinville               | PD/SC+B                 | 1+31       | 0+2        | -               | -               | -               | -                  | -                  | -                  | -           | -           | -           | 32     | 2      |
| 2013                    | Sport Recife            | CN+A1/PE+B              | 0+14+3     | 0          | CB              | 4               | 1               | -                  | -                  | -                  | -           | -           | -           | 21     | 1      |
| 2013-2014               | Sporting Lisbona        | PL                      | 28         | 1          | TP+TL           | 2+1             | 1+0             | -                  | -                  | -                  | -           | -           | -           | 31     | 2      |
| 2014-gen. 2015          | Sporting Lisbona        | PL                      | 14         | 0          | TP+TL           | 2+0             | 0               | UCL+UEL            | 5+0                | 0                  | -           | -           | -           | 21     | 0      |
| Totale Sporting Lisbona | Totale Sporting Lisbona | Totale Sporting Lisbona | 42         | 1          |                 | 5               | 1               |                    | 5                  | 0                  |             | -           | -           | 52     | 2      |
| gen.-giu. 2015          | Lazio                   | A                       | 15         | 0          | CI              | 4               | 0               | -                  | -                  | -                  | -           | -           | -           | 19     | 0      |
| 2015-2016               | Lazio                   | A                       | 24         | 0          | CI              | 2               | 0               | UCL+UEL            | 2+8                | 0                  | SI          | 0           | 0           | 36     | 0      |
| 2016-2017               | Spartak Mosca           | PL                      | 9          | 1          | CR              | 1               | 0               | UEL                | 0                  | 0                  | -           | -           | -           | 10     | 1      |
| 2017-feb. 2018          | Lazio                   | A                       | 1          | 0          | CI              | 0               | 0               | UEL                | 0                  | 0                  | SI          | 0           | 0           | 1      | 0      |
| feb.-giu. 2018          | Legia Varsavia          | EK                      | 1+1        | 0          | CP              | 1               | 0               | UCL+UEL            | 0                  | 0                  | SP          | 0           | 0           | 3      | 0      |
| giu.-ott. 2018          | Lazio                   | A                       | 0          | 0          | CI              | 0               | 0               | UEL                | 0                  | 0                  | -           | -           | -           | 0      | 0      |
| Totale Lazio            | Totale Lazio            | Totale Lazio            | 40         | 0          |                 | 6               | 0               |                    | 10                 | 0                  |             | -           | -           | 56     | 0      |
| ott. 2018-2019          | Johor Darul Ta'zim      | MSL                     | 0          | 0          | FACup+CM        | 0+0             | 0+0             | CA                 | 0                  | 0                  | -           | -           | -           | 0      | 0      |
| Totale carriera         | Totale carriera         | Totale carriera         | 251        | 14         |                 | 19              | 2               |                    | 18                 | 0                  |             | 0           | 0           | 288    | 16     |

## Palmarès

### Club

#### Competizioni statali
- Campionato paulista: 1

Palmeiras: 2008
- Campionato Gaúcho: 1

Grêmio: 2010

#### Competizioni nazionali
- Campionato russo: 1

Spartak Mosca: 2016-2017
- Supercoppa italiana: 1

Lazio: 2017
- Coppa di Polonia: 1

Legia Varsavia: 2017-2018
- Campionato polacco: 1

Legia Varsavia: 2017-2018
- Campionato malaysiano: 1

Johor Darul Ta'zim: 2020
- Supercoppa di Malaysia: 1

Johor Darul Ta'zim: 2020